# Andrew Kirkaldy (pilote automobile)
Pour les articles homonymes, voir Andrew Kirkaldy et Kirkaldy.
Andrew Kirkaldy, né le 1er mars 1976 à St Andrews, est un pilote automobile britannique. Il a participé à quatre reprises aux 24 Heures du Mans.

## Biographie

### Carrière sportive
Andrew Kirkaldy parvient en sport automobile par l'intermédiaire du karting. En 1989, il remporte le championnat junior d'Écosse avant de conquérir le championnat senior en 1993.
Il se dirige ensuite vers la Formula Vauxhall avec la Formula Vauxhall Junior Winter Series en 1995 où il obtient une victoire, puis pilote l’année suivante en Formula Vauxhall Junior avec à la clé quatre victoires. Enfin, en 1997, il concourt en Formula Vauxhall et termine vice-champion avec trois victoires et remporte le Trophée McLaren Autosport BRDC octroyé aux jeunes pilotes. L'année d'après, il continue en championnat mono-marque mais cette fois ci avec Opel et sa Formula Opel Europe, où il est là aussi sacré vice champion après avoir remporté cinq victoires.
Andrew Kirkaldy s'oriente ensuite vers la Formule 3 avec le championnat de Grande-Bretagne en 1999 et 2000 où il monte à trois reprises sur le podium et réalise une pole position. Durant la première année, il participe également au Super Prix de Corée ainsi qu'au Grand Prix de Macao, puis aux Masters de Formule 3 en 2000. 2001 est sa dernière année de Formule 3 pour avec le championnat d'Allemagne où il ne marque que trois points, tout en effectuant une participation ponctuelle en Formule Atlantic.
Sa carrière s'oriente alors vers l'endurance avec le championnat FIA GT en 2002 au volant d'une Ferrari 360 Modena. Il pilote également en Renault Clio Cup Grande-Bretagne où il termine là aussi vice-champion. Il continue en FIA GT lors de la saison 2003 tout en s'engageant en ASCAR et aux 24 Heures de Spa, puis lors de la saison 2004. Durant cette saison, il multiplie les engagements puisqu'on le retrouve aux 1 000 kilomètres de Spa 2004, course des Le Mans Endurance Series, où il termine dernier classé, ainsi que pour ses débuts en Eurocup Formula Renault 2.0 et en British GT Championship (en) dans lequel il se classe troisième du championnat. 

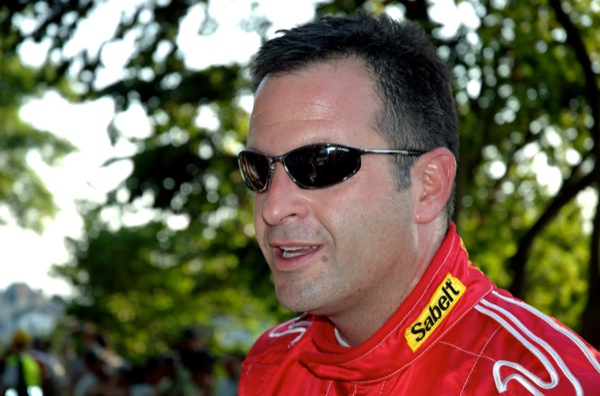
Andrew Kirkaldy en 2006.

L'année 2005 est tout aussi chargée car engagé avec la Scuderia Ecosse, il dispute le championnat FIA GT, le British GT Championship où il est sacré champion avec la Ferrari 360 et les Le Mans Endurance Series où, dans la classe GT2, il remporte les 1 000 kilomètres d'Istanbul et termine deuxième aux 1 000 kilomètres de Monza, place identique à celle qu'il occupera au championnat GT2 à la fin de la saison. Il connaît sa première participation aux 24 Heures du Mans, toujours avec la Scuderia Écosse et toujours au volant de la Ferrari 360 Modena GTC, mais abandonne au bout de soixante-dix tours. Il revient dans la classique mancelle l'année suivante avec une Ferrari F430 et se classe 17e au général mais surtout troisième en GT2. Cette année 2006 est moins chargée que les deux précédentes puisqu'il ne pilote qu'en FIA GT, ce qui n'en est pas moins fructueux puisqu'il remporte trois courses et obtient six pole positions, toujours en GT2. Ses engagements sont les mêmes en 2007, mais avec moins de succès car il n'obtient qu'un podium en FIA GT et il abandonne aux 24 Heures du Mans,. Il retrouve finalement la victoire en Porsche Carrera Cup Grande-Bretagne avec un succès et avec le FIA GT 2008 avec là aussi une victoire. Le FIA GT est son seul engagement en 2008, avec pour équipe la CR Scuderia.

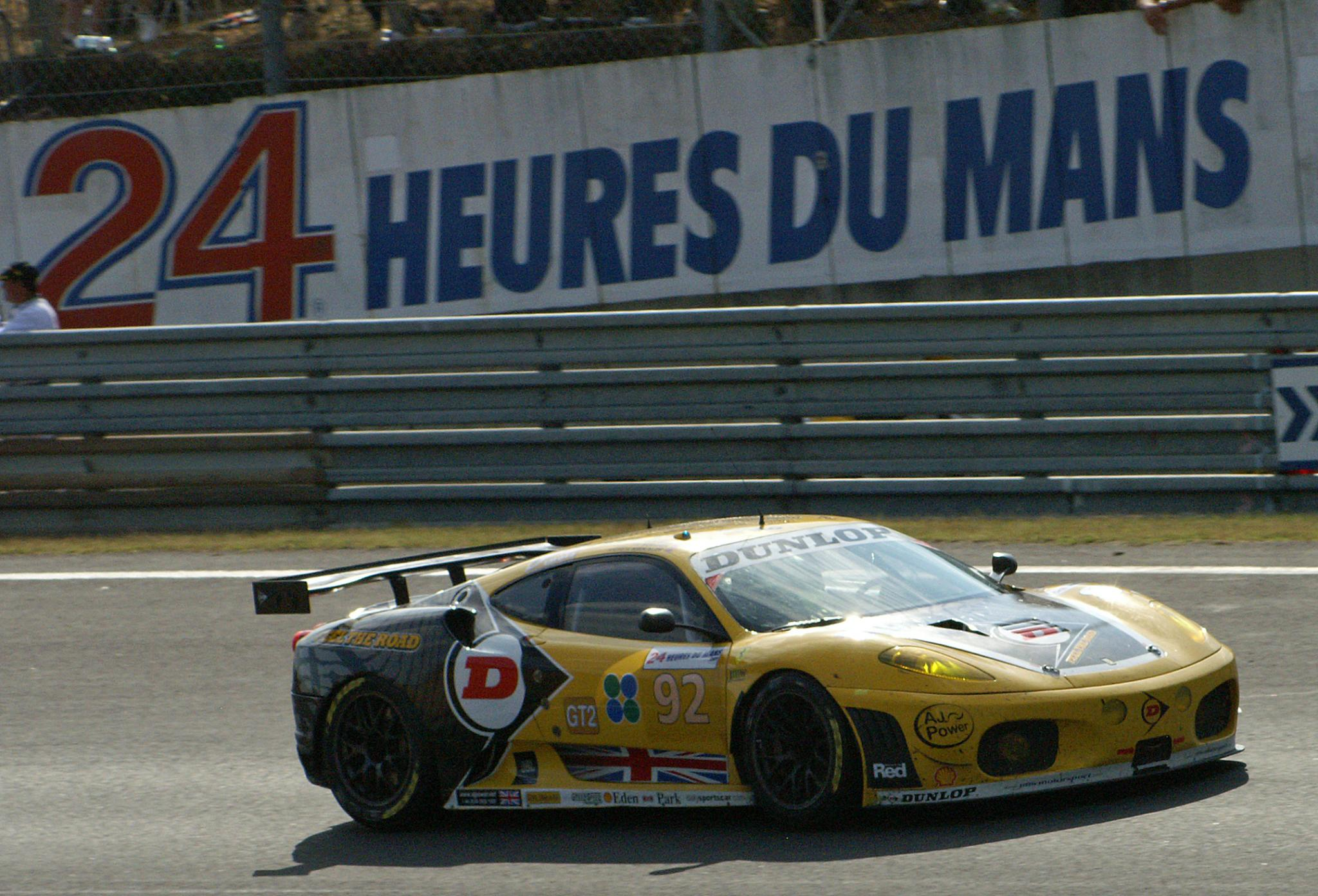
Andrew Kirkaldy aux 24 Heures du Mans 2009.

Il connaît sa dernière participation aux 24 Heures du Mans en 2009. Au volant dune Ferrari 430 GTC engagée par le JMW Motorsport, il termine 23e. Dernier engagement également en FIA GT pour l'ultime saison du championnat, où il ne parvient pas à gagner mais part avec trois nouveaux podiums.
Il se relance en participant avec sa propre écurie, le CRS Racing, aux Le Mans Series 2010, obtenant un podium GT2, ainsi qu'à l'International GT Open mais ne poursuit pas ces engagements l'année suivante et ne pilote que dans le British GT Championship qu'il retrouve six ans après en être parti. Il retrouve également les 24 Heures de Spa et effectue une participation en Blancpain Endurance Series. 
Sa carrière connaît alors une césure qui prend fin en 2014 avec les 12 Heures de Bathurst. Il participe ensuite à des courses et à des championnats historiques à l'instar du Le Mans Classic en 2016.

### Carrière de dirigeant

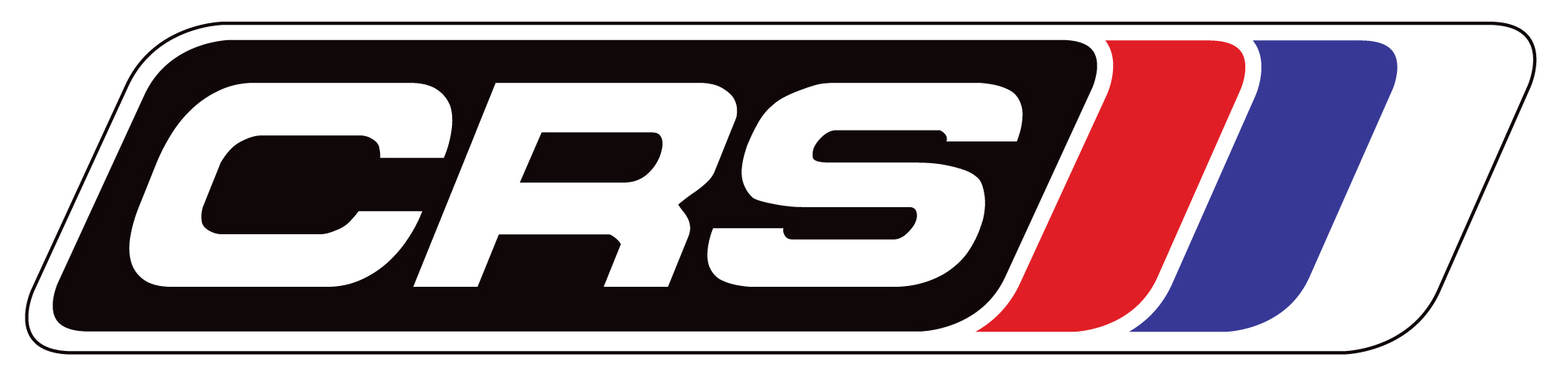
Logo de CRS Racing.

Sa carrière de pilote laisse aujourd'hui place à une carrière de dirigeant car il est dorénavant patron de Mclaren GT et supervise l'équipe Garage 59. Cependant, Andrew Kirkaldy est dirigeant depuis de nombreuses années car il a fondé en 2007 l'écurie CRS Racing avec Chris Niarchos. L'écurie s'est engagée dans divers championnats dont le British GT Championship (en), mais aussi le championnat d'Europe FIA GT3, les Le Mans Series et l'Intercontinental Le Mans Cup. 
L'écurie devient partenaire de McLaren Group en 2012 et participe au programme McLaren GT qui consiste à fournir un service technique aux écuries clientes de la McLaren MP4-12C GT3. Cela explique le poste qu'il occupe actuellement chez Mclaren.

## Distinctions
Durant sa carrière, Andrew Kirkaldy a reçu plusieurs récompenses:
- 1997 : Jeune pilote de l’année McLaren Autosport BRDC ;
- 2005 : Trophée Cavallino ;
- 2005 : Drapeau d'or MSA ;
- 2005 : Étoile d'argent BRDC ;
- 2005 : Autosport Award pour le pilote club de l'année ;
- 2006 : Pilote FIA GT2 de l'année.

## Palmarès
- Championnat d'Écosse de karting - junior : Champion 1989 ;
- Championnat d'Écosse de karting : Champion 1993 ;
- Formula Vauxhall : Vice-champion en 1997 ;
- Formula Opel Europe : Vice-champion en 1998 ;
- Renault Clio Cup Grande-Bretagne : Vice-champion en 2002 ;
- British GT Championship (en) : Champion 2005.

## Résultats en compétition automobile

### Résultats aux 24 Heures du Mans

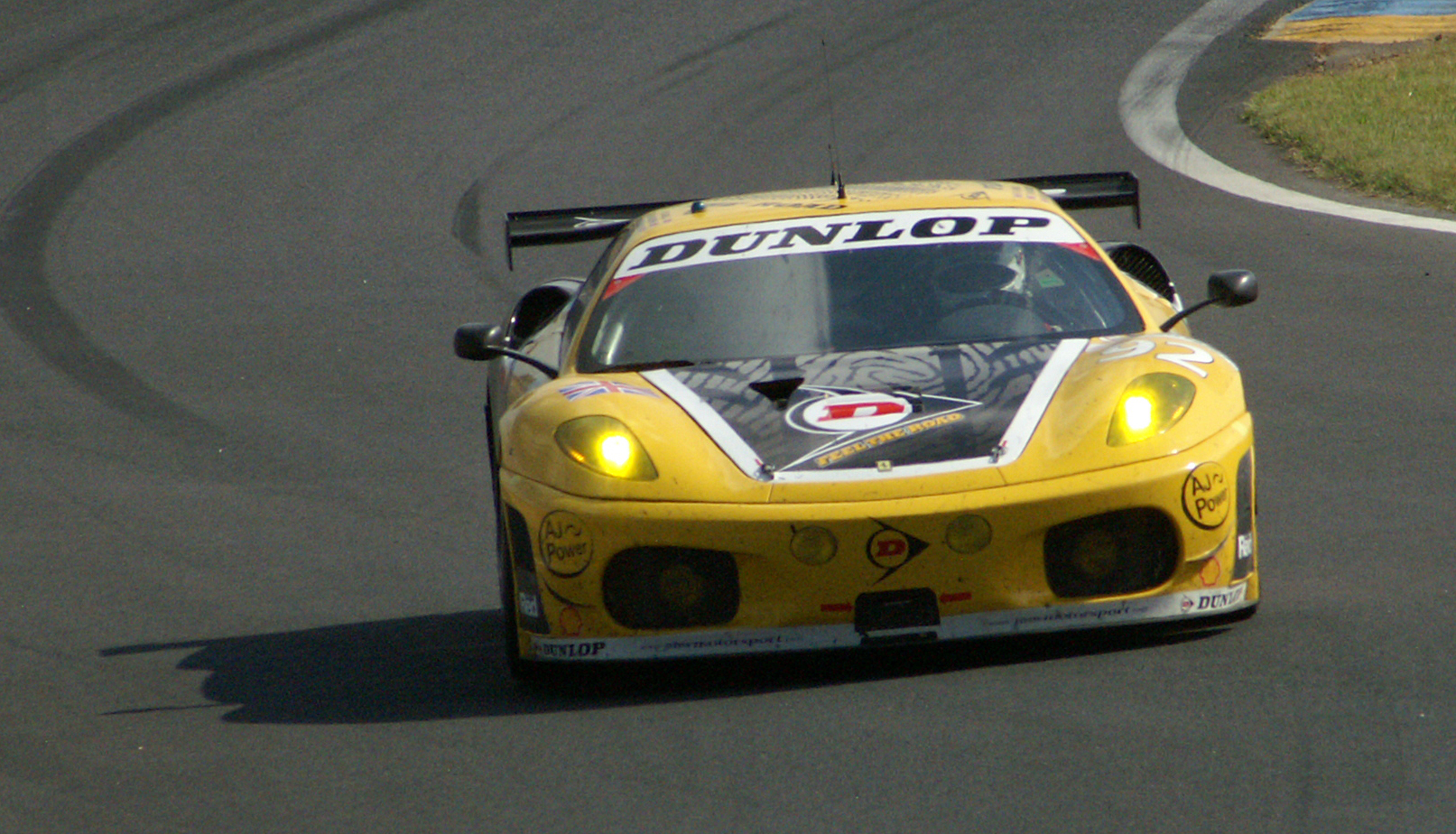
Andrew Kirkaldy au volant d'une Ferrari F430 GTC aux 24 Heures du Mans 2009.

| Année | Équipe          | Équipiers                 | Voiture                | Classe | Tours | Pos. | Class Pos. |
| ----- | --------------- | ------------------------- | ---------------------- | ------ | ----- | ---- | ---------- |
| 2005  | Scuderia Ecosse | Nathan Kinch Anthony Reid | Ferrari 360 Modena GTC | GT2    | 70    | Abd  | Abd        |
| 2006  | Scuderia Ecosse | Chris Niarchos Tim Mullen | Ferrari F430 GTC       | GT2    | 311   | 17e  | 3e         |
| 2007  | Scuderia Ecosse | Chris Niarchos Tim Mullen | Ferrari F430 GTC       | GT2    | 241   | Abd  | Abd        |
| 2009  | JMW Motorsport  | Rob Bell Tim Sugden       | Ferrari F430 GTC       | GT2    | 320   | 23e  | 4e         |